# Presumpció d'innocència (pel·lícula)
Presumpció d'innocència (títol original en francès, Le Fil) és una pel·lícula de drama legal francesa del 2024 coescrita, dirigida i protagonitzada per Daniel Auteuil. El guió va ser escrit per Auteuil amb Steven Mitz i es tracata d'una adaptació de Le Livre de Maître Mô, un llibre de les experiències jurídiques de l'advocat penalista i bloguer francès Jean-Yves Moyart. Auteuil es posa en la pell d'un advocat contractat per defensar un client acusat de l'assassinat de la seva dona. S'ha doblat i subtitulat al català.
La pel·lícula es va estrenar a la secció de Projeccions especials del 77è Festival de Canes el 21 de maig de 2024. Va arribar als cinemes l'11 de setembre de 2024 amb la distribució de Zinc.